# Teleutomyrmex kutteri
Teleutomyrmex kutteri är en myrart som beskrevs av Jose Alberto Tinaut 1990. Teleutomyrmex kutteri ingår i släktet Teleutomyrmex och familjen myror. IUCN kategoriserar arten globalt som sårbar. Inga underarter finns listade i Catalogue of Life.